# 137217 Racah
137217 Racah este un asteroid din centura principală de asteroizi.

## Descriere
137217 Racah este un asteroid din centura principală de asteroizi. A fost descoperit pe 8 iulie 1999 dans le cadre du programme Wise de Avishay Gal-Yam și Ilan Manulis. Asteroidul prezintă o orbită caracterizată de o semiaxă mare de 2,28 ua, o excentricitate de 0,13 și o înclinație de 6,3° în raport cu ecliptica.